# Europese kampioenschappen indooratletiek 2023 – Hink-stap-springen mannen
Het Hink-stap-springen voor mannen op de Europese indoorkampioenschappen van 2023 vond de kwalificatie plaats op 3 maart en op 5 maart 2023 de finale en werd gehouden op de shorttrackbaan van Ataköy Arena in Istanbul in Turkije. Het was de vijfendertigste keer dat dit onderdeel op het programma stond.
Het Hink-stap-springen voor mannen werd gewonnen door de Portugees Pedro Pablo Pichardo in 17,60 meter dat een nationaal record betekende en de nieuwe Wereldleiding. In de kwalificatieronde sprong Pichardo ook en nationaalrecord van 17,48 meter, dat in de finale 12 centimeter langer werd.  De Griek Nikolaos Andrikopoulos won het zilver in 16,58 meter. Het brons ging naar de Duitser Max Heß.

## Records
Voorafgaand aan het toernooi waren dit het Wereldrecord, Europees record, Kampioenschapsrecord en de Wereld-, Europese leiding.
| Wereldrecord         | Hugues Fabrice Zango | 18,07 | Aubière | 16 januari 2021  |
| Europees record      | Teddy Tamgho         | 17,92 | Parijs  | 6 maart 2011     |
| Kampioenschapsrecord | Teddy Tamgho         | 17,92 | Parijs  | 6 maart 2011     |
| WL                   | Jordan Díaz          | 17,59 | Madrid  | 19 februari 2023 |
| EL                   | Jordan Díaz          | 17,59 | Madrid  | 19 februari 2023 |

## Resultaten

### Kwalificatieronde
Kwalificatieregels: behalen van de kwalificatiestandaard van 16,70 (Q), of deel uitmaken van de 8 best presterende atleten (q).
| Rang | Naam                   | Land         | 1     | 2     | 3     | Resultaat | Bijz.                          |
| ---- | ---------------------- | ------------ | ----- | ----- | ----- | --------- | ------------------------------ |
| 1    | Pedro Pichardo         | Portugal     | 17,48 |       |       | 17,48     | Q, NR                          |
| 2    | Max Heß                | Duitsland    | 16,67 | 16,40 | –     | 16,67     | q                              |
| 3    | Tobia Bocchi           | Italië       | 16,29 | 16,47 | –     | 16,47     | q                              |
| 4    | Nazim Babayev          | Azerbeidzjan | 16,45 | 16,29 | –     | 16,45     | q, SB                          |
| 5    | Tiago Pereira          | Portugal     | 15,06 | 16,15 | 16,39 | 16,39     | q                              |
| 6    | Nikolaos Andrikopoulos | Griekenland  | 15,81 | 16,05 | 16,39 | 16,39     | q, SB                          |
| 7    | Benjamin Compaoré      | Frankrijk    | x     | 16,37 | 16,00 | 16,37     | q (na teruggedraaid resultaat) |
| 8    | Dimitrios Tsiamis      | Griekenland  | 16,22 | x     | 16,26 | 16,26     | q                              |
| 9    | Batuhan Çakir          | Turkije      | x     | 16,06 | 16,20 | 16,20     | q, SB                          |
| 10   | Simone Biasutti        | Italië       | 15,91 | 15,84 | 16,20 | 16,20     |                                |
| 11   | Enzo Hodebar           | Frankrijk    | x     | x     | 16,09 | 16,09     | SB                             |
| 12   | Andreas Pantazis       | Griekenland  | x     | x     | 16,06 | 16,06     |                                |
| 13   | Jesper Hellström       | Zweden       | x     | 15,40 | 15,95 | 15,95     |                                |
| 14   | Georgi Nachev          | Bulgarije    | x     | 15,81 | 15,92 | 15,92     |                                |
| 15   | Levon Aghasyan         | Armenië      | 15,19 | 15,78 | 15,89 | 15,89     | SB                             |
| 16   | Jan Luxa               | Slovenië     | 15,70 | 15,50 | 15,68 | 15,70     | SB                             |
|      | Răzvan Cristian Grecu  | Roemenië     | x     | x     | x     | NM        |                                |

### Finale
| Rang   | Atleet                 | Land         | 1     | 2     | 3     | 4     | 5     | 6     | Resultaat | Bijz.  |
| ------ | ---------------------- | ------------ | ----- | ----- | ----- | ----- | ----- | ----- | --------- | ------ |
| Goud   | Pedro Pichardo         | Portugal     | 17,26 | –     | 17,60 | –     | –     | x     | 17,60     | WL, NR |
| Zilver | Nikolaos Andrikopoulos | Griekenland  | 16,20 | x     | x     | 15,91 | 16,58 | x     | 16,58     | SB     |
| Brons  | Max Heß                | Duitsland    | 16,96 | x     | x     | 16,54 | 15,91 | 16,57 | 16,57     |        |
| 4      | Tiago Pereira          | Portugal     | 16,29 | 16,10 | x     | 16,32 | 16,51 | 16,34 | 16,51     | SB     |
| 5      | Nazim Babayev          | Azerbeidzjan | x     | 16,50 | x     | x     | 16,46 | x     | 16,50     | SB     |
| 6      | Tobia Bocchi           | Italië       | 15,11 | 16,29 | 16,39 | x     | 16,35 | 14,33 | 16,39     |        |
| 7      | Dimitrios Tsiamis      | Griekenland  | 16,07 | x     | x     | 14,07 | 16,39 | x     | 16,39     |        |
| 8      | Benjamin Compaoré      | Frankrijk    | 15,79 | 16,11 | x     | –     | 15,22 | x     | 16,11     |        |
| 9      | Batuhan Çakir          | Turkije      | 15,70 | 16,02 | x     |       |       |       | 16,02     |        |

o geldige poging | x ongeldige poging | - poging overgeslagen | NM Geen geldig resultaat | WR Wereldrecord | CR Kampioenschapsrecord | AR Continentaal record | NR Nationaalrecord | WL Wereldleiding | EL Europese leiding | SB Beste seizoenprestatie | =SB Evenaring beste seizoenprestatie | PB Persoonlijk record | =PB Evenaring persoonlijk record